# Moisej Nappelbaum
Moisej Nappelbaum, nato Moses Solomonovič Nappelbaum (Minsk, 26 dicembre 1869 – Mosca, 13 giugno 1958), è stato un fotografo russo.

## Biografia
Non conosciamo la prima parte della vita di Nappelbaum, anche se pare che dopo aver viaggiato in America sia tornato a Minsk e abbia aperto uno studio per ritratti fotografici nel 1895. Infatti tra le foto conservate ce ne sono fin dal 1898. E anche quando iniziò a fotografare i principali rappresentanti delle forze rivoluzionarie, cioè a partire dal 1910, le notizie sulla sua vita risultano abbastanza frammentarie. In ogni caso è a partire dal 1910 che iniziarono a sfilare nel suo studio di San Pietroburgo, sulla Prospettiva Nevskij, personaggi come Lenin, Dzeržinskij, Kalinin, Ždanov, Stalin, Molotov, Lunacharsky, Lev Trotsky, Kamenev, Sverdlov, fase che si protrarrà fin dopo la Rivoluzione d'ottobre, almeno fino al 1920. Sempre a partire dal 1910 iniziò a collaborare con la rivista Солнце России (Il Sole della Russia).

la poetessa Anna Andreevna Achmatova ritratta il 1º gennaio 1921

Alla metà degli anni '20 trasferì il suo studio a Mosca dove diventerà molto popolare. Nel frattempo, anche se non sappiamo quando, si era sposato ed aveva avuto quattro figlie ed un figlio. La figlia Ida (1900-1992) fu una scrittrice e una apprezzata fotografa mentre Lilja fu una poetessa ed una critica letteraria e Frederika una poetessa. Gli altri figli furono Lew e Olga Grudtsova (1905-1982).
Nel suo studio divennero molto frequentati i "lunedì letterari" tanto che vi partecipavano intellettuali e scrittori come Nikolaj Stepanovič Gumilëv, Boris Pasternak, Sergej Aleksandrovič Esenin, Aleksandr Aleksandrovič Blok, Osip Ėmil'evič Mandel'štam, Anna Andreevna Achmatova e vi si raccoglieva l'élite culturale sia di Mosca che di San Pietroburgo.
I suoi ritratti, pieni di enfasi, con pochi dettagli e il sapiente uso della luce per far risaltare il carattere, erano infine ritoccati con il pennello tanto da "sembrare" dipinti. Del resto, amava ripetere che un ritratto è un "libro del volto umano" poiché sul volto si può leggere non solo il carattere, ma anche il vissuto e la storia stessa della persona ritratta.
Dopo il 1930 le tracce della sua vita diradano fino a scomparire.
Nel 2014 al Jewish Museum and Tolerance Center di Mosca, curata da Maria Nasimova, si è tenura una retrospettiva della sua opera suddivisa nei vari aspetti: Musica, Letteratura, Teatro e Cinema, Scienza, Arte, Politica.

## Mostre personali
- 1918, San Pietroburgo
- 1935, Mosca
- 1946, Mosca
- 1955, Mosca

## Pubblicazioni
- From Craft to Art, Mosca, 1958 (seconda edizione 1972)
- Fotografie selezionate, album, testi di A. Vartanov, Planeta, 1985